# Ælfwald II di Northumbria
Ælfwald (fl. IX secolo) avrebbe regnato sulla Northumbria dopo la deposizione di Eardwulf nell'806.

## Biografia
Secondo Roger di Wendover, Ælfwald avrebbe detronizzato Eardwulf. Avrebbe regnato per due anni e forse a lui successe proprio Eardwulf, rimesso sul trono con l'aiuto di  Carlo Magno e papa Leone III, anche se in realtà gli potrebbe essere succeduto il figlio di Eardwulf, Eanred. Davvero poco si sa su di lui e sul suo regno.